# 세이 예스 (영화)
《세이 예스》는 2001년에 개봉한 대한민국의 영화이다.

## 줄거리
결혼 1주년 기념으로 둘만의 여행을 떠난 윤희(추상미 분)와 정현(김주혁 분). 그러나 이들은 작은 접촉사고로 정체모를 남자 M(박중훈)을 만난다. 무표정한 얼굴에 음습한 눈빛의 M은, 이들이 가는 곳마다 나타나 거친 말투와 무례한 행동으로 둘만의 시간을 방해한다. 화가 치민 정현은 급기야 M을 폭행해 전치 8주의 상처를 입히고, M은 합의 조건으로 ‘3일간의 동반여행’을 제시한다. M과 함께 있는 동안 두 사람의 불길한 예감은 점점 공포로 바뀌고, 그를 피해 달아나려 하지만 M은 또다시 얼굴을 드러낸다. 두 사람의 공포와 분노는 극에 달하고, M은 정현에게 “살고 싶다면... 니 여자를 죽이라고 말해”라는 말을 내뱉는데...

## 제작진
- 감독: 김성홍
- 각본: 여혜영
- 프로듀서: 임정향
- 제작부장: 김우진
- 제작부: 이병협, 김덕수
- 제작: 황기성
- 제작회계: 홍경희, 윤미애
- 기획: 황경성
- 촬영부: 이동주, 하양수, 김훈희, 김기열, 이원용, 김영민, 황훈희, 강필승, 임지영, 허범일 김정동
- 촬영: 이동삼, 성광제, 허응회(촬영감독)
- 조명: 이석환
- 조명부: 이종석. 추용현, 이순재, 한중대, 이우종, 김은영, 이성환, 유병문, 한광석, 성승택, 정인혁, 노일환
- 수중촬영: 이동삼, 이동주
- 동시녹음: 최대림
- 미술- 아트디렉터: 배무철
- 미술- 미술/프로덕션 디자인: 최병근(프로덕션 디자인)
- 소품: 김찬규
- 의상: 김채원
- 액션/스턴트: 이군호(무술감독), 임덕교, 전문식(무술감독)
- 특수효과: 김철석
- 편집: 박곡지
- 음악: 조성우
- 사운드: 양대호, 김용훈(이상 사운드 수퍼바이저)

## 출연진

### 주요 인물
- 박중훈: 엠(M) 역
- 추상미: 윤희 역
- 김주혁: 정현 역

### 주변 인물
- 기주봉: 본부장 역
- 이석구: 마 형사 역
- 이윤건: 김 형사 역
- 김종민: 한 형사 역

### 보조출연
- 김기천: 노인 역
- 김두현: 행인2 역
- 황경성: 행인1 역
- 김덕수: 운전수1 역
- 송광수: 경찰관1 역
- 이병협: 경찰관2 역
- 정호빈: 경찰 역
- 류승수: 젊은 경찰 역
- 원웅재: 정비공 역
- 최홍일: 수의사 역
- 이경근: 전경1 역
- 리우진
- 김세진: 파출소장
- 박진철: 신문배달부
- 박용우: 드라이브 커플 남 역
- 김채연: 드라이브 커플 여 역

### 특별출연
- 황인성: 의사 역

## 같이 보기
- 힛처

## 참고 사항
- 추상미(윤희 역)는 SBS 여인천하 캐스팅 물망에 올랐으나[1] 본 영화의 촬영일정으로 인해 스스로 포기했다.